# Igrejas Reformadas na Holanda (Restauradas)
As Igrejas Reformadas na Holanda (IRH) - em Holandês: De Gereformeerde Kerken in Nederland - popularmente conhecidas como Igrejas Reformadas na Holanda (Restauradas), formaram uma denominação reformada continental conservadora na Holanda, desde 2003, quando um grupo de igrejas deixou as Igrejas Reformadas na Holanda (Liberadas).
Em 5 de outubro de 2024, o Sínodo da denominação votou pela unificação com as Igrejas Reformadas na Holanda, dando origem a uma nova denominação chamada Igrejas Reformadas (em neerlandês Gereformeerde Kerken).

## História
Em 2002, o Sínodo das Igrejas Reformadas Libertadas decidiu que a guarda do domingo não era uma doutrina extraída diretamente da Bíblia, mas vinha de uma tradição da igreja. Por isso, foram impostas restrições a disciplina eclesiástica em relação a este mandamento. Além disso, o sínodo passou a permitir o uso de um novo hinário, estabeleceu relações eclesiásticas com outras denominações que permitem a crítica textual da Bíblia, mudou a sua fórmula de casamento.
Consequentemente, em 2003, um grupo de igrejas insatisfeitas se separou e formou as Igrejas Reformadas na Holanda (Restauradas) (IRH), em um evento que ficou conhecido como "nova libertação" (em referência ao evento conhecido como "libertação" que deu origem as Igrejas Reformadas Libertadas). O primeiro sínodo da IRH foi realizado em 2005.
Em 2009, parte das igrejas da denominação se separou e formou as Igrejas Reformadas na Holanda (2009).
Em 2021, a denominação iniciou negociações sobre a unificação com as Igrejas Reformadas na Holanda (2009).  Além disso, a denominação realiza conferências conjuntas com a Igreja Reformada Restaurada
Em 2024 as Igrejas Reformadas na Holanda (Restauradas) (IRHR) e as Igrejas Reformadas na Holanda (2009) (IRH) decidiram pela reunificação. Foi agendado sínodo extraordinário conjunto para 5 de outubro de 2024.
Na referida data, um sínodo unificado foi formado e formalmente constituída a nova denominação. O nome escolhido foi Igrejas Reformadas (em neerlandês Gereformeerde Kerken).

## Doutrina
A denominação subscreve o Credo dos Apóstolos, Credo de Atanásio, Credo Niceno, Confissão Belga, o Catecismo de Heidelberg e os Cânones de Dort.
Além disso, foi conhecida por proibir o voto de mulheres nas decisões da igreja.

## Relações Intereclesiásticas
A denominação teve contato com as Igrejas Reformadas Livres da Austrália.